# Bataille de Dojran (1916)
Première Guerre mondiale
Batailles
Front des Balkans
- Front austro-serbe : Campagne de Serbie (7-1914)
- Campagne de Serbie (10-1915)
- Le Cer (8-1914)
- La Kolubara (9-1914)
- Salonique (10-1915
- Krivolak (10-1915)
- Kosovo (11-1915)
- Kosturino (12-1915)
- 1re Doiran (8-1916)
- Strymon (8-1916)
- Kaïmatchalan (9-1916)
- 1re Monastir (9-1916)
- 2e Monastir (3-1917)
- 2e Doiran (4-1917)
- Skra-di-Legen (5-1918)
- Vardar (9-1918)
- Dobropolje (9-1918)
- 3e Doiran (9-1918)
- Uskub (9-1918)
- Campagne de Serbie (9-1918)

Front d'Europe de l'Ouest
Front italien
Front d'Europe de l'Est
Front africain
Front du Moyen-Orient
Bataille de l'Atlantique
La bataille de Dojran est survenue en août 1916 entre trois divisions françaises et une division britannique du corps expéditionnaire de Salonique avec 45 000 hommes et 400 canons lançant une offensive contre les positions de l'armée bulgare au lac de Dojran, défendu par la 2e division d'infanterie thrace.

## La bataille
L'attaque commence le 9 août avec des tirs d'artillerie lourde sur les positions du 27e régiment Chepino et 9e régiment de Plovdiv. Les quatre autres attaques qui suivent (10, 15, 16 et 18 août) sont repoussées par la 2e division thrace. Les alliés sont contraints de se replier sur leurs positions de départ avec de lourdes pertes.

### Résultat
- Prise par les Français de la Colline de la Tortue et de Doldzeli, soit une avance de 3 km, mais à un coût très élevé.
- Prise de la Colline du Fer à Cheval par le 7e bataillon britannique de l'Oxfordshire et Buckinghamshire.